# WGS84
WGS84 скорочення від англ. World Geodetic System 1984 — в геодезії тривимірна система координат для встановлення розташування на поверхні Землі. Особливою властивістю цієї системи є те, що вона повністю охоплює поверхню Землі. WGS84 є вдосконаленням попередніх варіантів систем WGS72, WGS66.

## Перехід до координат в системі Пулково-1942
У колишньому Радянському Союзі та східноєвропейських країнах для складання карт широко застосовувалась система координат «Пулково-1942» (з референц-еліпсоїдом Красовського), поправки до географічних координат у цих системах обчислюють за формулами:
- φ42 = φ84 + Δφ,
- λ42 = λ84 + Δλ,
- Δφ = K1 sin 2φ + K2 sin φ cos λ + K3 sin φ sin λ + K4 cos φ,
- Δλ = K2 sin λ / cos φ — K3 cos λ / cos φ;

де
- φ — широта,
- λ — довгота у відповідних системах,
- Δφ, Δλ — різниці координат,
- коефіцієнти (у секундах) :
  - K1 = −0,09 — обумовлений різницею стиснень референц-еліпсоїдів,
  - зсув центру еліпсоїда системи «Пулково-42» відносно WGS84
    - K2 = 0,87 —  у квазіпівнічному (Гвінея — Кірибаті),
    - K3 = −4,37 — у західному (Галапагос — Бенгалія),
    - K4 = 2,73 — у північному напрямку.